# Accademia Vivarium Novum
L'Accademia Vivarium Novum è un'istituzione educativa volta allo studio, all'insegnamento e alla promozione delle lingue classiche. È uno dei centri di studio, conosciuti anche all'estero, in cui si comunica di solito in latino o, occasionalmente, in greco antico.

## Struttura
L'Accademia ha avuto per anni sede in Irpinia, nel comune di Montella, nel cui liceo scientifico Luigi Miraglia ha insegnato a lungo latino.
Nel gennaio 2009 l'Accademia è stata spostata a Roma, in località Castel di Guido, dove l'istituzione era ospitata nei locali messi a disposizione dai Legionari di Cristo, per poi trasferirsi nel 2016 nella villa Falconieri di Frascati, di proprietà dello Stato, concessa dal Demanio su indicazione del Ministero dell'Istruzione.
Nel 2014 è stato firmato un accordo di collaborazione con l'Università di Tor Vergata, che comprende l'impegno dell'ateneo romano a concedere gli spazi per la nuova sede dell'accademia nell'edificio storico di Villa Mondragone di Monte Porzio Catone, nei Castelli Romani. L'accordo prevede che, a conclusione di lavori di restauro e adattamento, la villa vedrà la nascita del progettato Campus mondiale dell'umanesimo: un'istituzione culturale che, nell'intenzione dei due enti, dovrà divenire un centro di eccellenza di livello mondiale per gli studi umanistici.

## Scopi

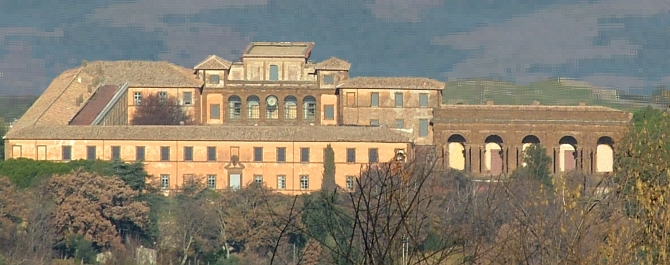
Villa Mondragone di Monte Porzio Catone, nei Castelli Romani, di proprietà dell Università di Tor Vergata, futura sede del Campus mondiale dell'umanesimo

Confluiscono nell'Accademia, per uno o due anni di alta formazione, studenti universitari provenienti da tutto il mondo per apprendere le lingue classiche come se fossero lingue vive. Lo scopo principale di questa istituzione è, tuttavia, la lettura di testi letterari di autori greci e latini di ogni epoca comprese le lettere latine più recenti (lo studio della letteratura latina rinascimentale ha un ruolo di grande importanza nei curricula), lo studio della filosofia e dell'evoluzione del pensiero, in modo da poter giudicare la società nella prospettiva della storia, attraverso la riflessione e la discussione sui fondamenti della cultura occidentale della Humanitas.
Vengono ammessi all'anno accademico studenti di sesso maschile tra i 16 e i 25 anni; al pubblico femminile sono invece aperti i corsi estivi, a distanza e le altre attività culturali.

## Casa editrice
L'accademia fa uso del metodo d'insegnamento ideato dal classicista danese Hans Henning Ørberg. Il testo di base è pubblicato dalla stessa istituzione, dal titolo Lingua Latina per se illustrata.
La casa editrice pubblica anche un adattamento all'italiano del testo Athenaze (Ἀθήνᾱζε) dell'Università di Oxford per l'apprendimento del greco antico. Il testo originario è stato ampliato e corredato di note e immagini secondo il metodo di Ørberg.
Vengono pubblicati, inoltre, sussidi di vario genere relativi sia al corso di latino sia al corso di greco (eserciziari, edizioni dei classici ad usum discipulorum Methodi Orbergi) e, dal 2015, la rivista Mantinea, interamente in lingua latina, che si avvale, tra gli altri, dei prestigiosi contributi di Remo Bodei e Salvatore Settis. Sul sito internet della casa editrice sono stati resi disponibili numerosi testi rari, ormai di pubblico dominio, perlopiù relativi alla composizione nelle lingue classiche, allo studio del loro lessico e all'esercizio della retroversione. La casa editrice ha anche pubblicato nel 2016 una nuova opera dedicata alla storia del pensiero filosofico, Il tempo della filosofia, curata da Massimo Bontempelli e Fabio Bentivoglio.